# Palazzo del Ridotto
Il Palazzo del Ridotto, noto anche come palazzo del Capitano o "palazzo dei Conservatori", si trova nel centro storico di Cesena in piazza Almerici; costruito tra 1401 e il 1403, e poi ampliato, fu sede delle rappresentanze municipali e, dal 1722, divenne poi ritrovo dei nobili cesenati (da cui il nome di "Ridotto").

## Storia
La costruzione del nuovo "palazzo dei Conservatori" ebbe inizio nel 1401 sui resti dell'antico palatium comunitatis luogo in precedenza occupato dal Palazzo del Podestà, venne ampliato tra il 1466 e il 1472 per volere di papa Paolo II, con merlatura, loggia affrescata e torre civica. Come sede del "Consiglio dei Conservatori", era noto come Conservato,  nonché del "Consiglio degli Anziani" e del "Consiglio Municipale", che costituivano i principali organi di rappresentanza comunale in epoca pontificia.
Trasferitisi gli organi nel palazzo Albornoz, nel 1722, il "Conservato" venne destinato a luogo di incontri dei nobili cittadini e, dalla voce dialettale che per "ritrovo" dice ardota, gli fu attribuito il nome di "Ridotto".
Nel 1742 Cristoforo Barzanti restaurò il campanile, chiamato in dialetto "Campanòn", nelle forme attuali.
Dopo l'elezione a pontefice di Pio VI, rampollo di una delle più influenti famiglie cesenati, i nobili decisero di dedicare a loro "figlio" più famoso una grande statua. L'occasione si presentò sette anni più tardi, nel 1782, allorché Pio VI transitò da Cesena di ritorno da un viaggio a Vienna e, per rendergli omaggio, i nobili procedettero a un restauro del palazzo e a una riedificazione della facciata. Fu lo stesso "architetto pontificio di Cesena", l'imolese Cosimo Morelli, a dirigere i lavori che, iniziati nel 1782, terminarono solo nel 1787. Rimaneva vuota la nicchia per la progettata statua, ma occorsero altri quattro anni prima che vi fosse posta e solo il 30 settembre 1792 venne la solenne inaugurazione.
Dopo l'Unità d'Italia il palazzo fu sottoposto a pesanti rimaneggiamenti che lo privarono delle sue originarie prerogative e oggi solo la facciata rimane dell'antico fasto.
Durante la Seconda guerra mondiale, dopo un attentato dei partigiani alla Casa del Fascio in Palazzo Fantaguzzi in corso Umberto I (poi corso Sozzi), divenne la nuova sede del Partito Fascista Repubblicano e impiegato anche per detenzioni di prigionieri.
Oggi nella loggia sottostante al Palazzo del Ridotto accoglie la Galleria comunale d'arte, mentre nel piano superiore è stata ricavata negli anni settanta una sala conferenze.

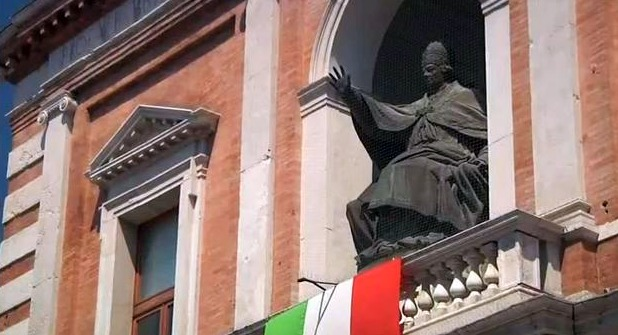
statua di Pio VI nella facciata del Palazzo

## Descrizione

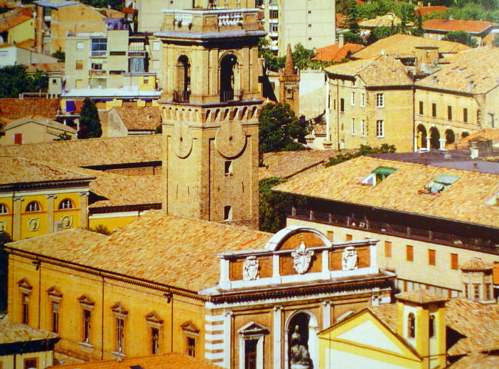
Il Palazzo del Ridotto visto dall'alto

L'esterno è un riassunto alquanto caratteristico dell'antico "Conservato": il fianco orientale, infatti, risale al primo palazzo quattrocentesco, e presenta un'inscrizione a ricordo dei martiri ebrei di Cesena; il fianco occidentale è invece del 1870; la torre campanaria fu ristrutturata nelle forme attuali nel 1742. Infine la facciata,1782-1787, notevole opera tardo manierista di Cosimo Morelli, presenta tre stemmi papali e la dedica a Pio VI (PIO VI BRASCHIO), a Cesena di ritorno da Vienna (VINDOBON REDUX), nonché la maestosa statua bronzea di Pio VI. Essa, modellata da Francesco Calligari e fusa da Carlo Ruffini, venne qui posta nel 1791 e inaugurata l'anno seguente.
La statua è alta 3,15 metri e reca ai lati del piedistallo i nomi di scultore e fonditore; sul fronte superiore l'indicazione del committente.

## La Galleria del Ridotto
La Galleria del Ridotto è la galleria comunale d'arte situata al piano terra del Palazzo del Ridotto. Vi si allestiscono tra le più importanti mostre d'arte cittadine.
Tra le mostre svoltesi alla Galleria del Ridotto si ricordano ad esempio la mostra dedicata alle Carceri di Giovanni Battista Piranesi e la retrospettiva su Mario Sironi.